# Barrage d'Arpaçay (Akhourian)
Le barrage d'Arpaçay (en turc Arpaçay Barajı) est un barrage en Turquie. La rivière et le lac sont sur la frontière avec l'Arménie. La rivière s'appelle Akhourian du côté arménien et Arpaçay du côté turc.

## Sources
- (en) www.dsi.gov.tr/tricold/arpacay.htm Site de l'agence gouvernementale turque des travaux hydrauliques.